# Hypogastrura aterrima
Hypogastrura aterrima är en urinsektsart som beskrevs av Riozo Yosii 1972. Hypogastrura aterrima ingår i släktet Hypogastrura och familjen Hypogastruridae. Inga underarter finns listade i Catalogue of Life.